# 783
| 783                |
| ------------------ |
| Dødsfald - Fødsler |
|                    |

| Gregoriansk kalender | 783 DCCLXXXIII          |
| Ab urbe condita      | 1536                    |
| Armensk kalender     | 232 ԹՎ ՄԼԲ              |
| Kinesiske kalender   | 3479 – 3480 壬戌 – 癸亥 |
| Etiopisk kalender    | 775 – 776               |
| Jødisk kalender      | 4543 – 4544             |
| Hindukalendere       |                         |
| - Vikram Samvat      | 838 – 839               |
| - Shaka Samvat       | 705 – 706               |
| - Kali Yuga          | 3884 – 3885             |
| Iransk kalender      | 161 – 162               |
| Islamisk kalender    | 166 – 167               |

Se også 783 (tal)